# Harold Neville Vazeille Temperley
Harold Neville Vazeille Temperley, britanski matematik in fizik, * 4. marec 1915, Cambridge, † 27. marec 2017.
Temperley je do leta 1965 deloval na področju podvodnih jedrskih eksplozij v okviru Atomic Weapons Research Establishment.

## Priznanja

### Nagrade
- Rumfordova medalja (1992)